# Arlindo Veiga dos Santos
Arlindo Veiga dos Santos (Itu, 12 de fevereiro de 1902 — 1978) foi um intelectual, poeta, escritor, líder político, monarquista, e tradicionalista brasileiro. Fundou a Frente Negra Brasileira, primeiro movimento negro do Brasil, e a Ação Imperial Patrianovista, movimento que defendia a instauração de uma monarquia tradicional no Brasil.

## Biografia
Nascido Arlindo José da Veiga Cabral dos Santos, de origem humilde, iniciou seus estudos em escolas católicas. Ainda adolescente, revelou talento literário e jornalístico, tanto escrevendo poesias quanto colaborando em algumas publicações. Por problemas financeiros da família, transferiu-se para São Paulo, onde fez curso universitário na Faculdade de Filosofia e Letras de São Paulo, hoje parte da PUC-SP. Nesta instituição, concluiu o curso de Filosofia e Letras, em 1926.
Participou das atividades do Centro Cívico Palmares e da Sociedade Negra de Cultura. Fundou e presidiu a Ação Imperial Patrianovista Brasileira, uma organização monarquista com inserção em vários estados brasileiros, e a Frente Negra Brasileira (1931-1937), uma das maiores lideranças da população afro-brasileira na primeira metade do século XX. Foi muito influenciado pelo catolicismo conservador e pelo integralismo português, além de ter tido contatos com os integralistas brasileiros como Plinio Salgado, embora não tenha chegado a fazer parte desse grupo. Também dirigiu os jornais Pátria Nova, O Bibliófilo e os semanários Mensageiros da Paz e O Século.
Arlindo também foi professor de latim, inglês, português, história, sociologia e filosofia. Lecionou em faculdades privadas como a Faculdade de São Bento e a Pontifícia Universidade Católica de São Paulo, tendo por princípio ideológico recusado qualquer cargo público, por ser monarquista e contra a república, como quando recusou o convite para ser secretário de educação de São Paulo em 1930.
Publicou diversos trabalhos como: Para a ordem nova, Eco do Redentor, A lírica de Luiz Gama, O Problema Operário e a Justiça Social, Brasil, Província d'El-Rei, Sentimentos da Fé e do Império e Incenso de minha miséria, De Nóbrega e outros patrícios. O seu livro Amar... e amor depois recebeu a Menção Honrosa da Academia Brasileira de Letras, em 1923. Publicou, também, outras obras de cunho político, social, lírico e ligado à questão racial.
Traduziu diversas obras de autores estrangeiros como Tomás de Aquino, Charles Maurras, Francisco Elías de Tejada e Jacques Valdour.
Seu talento intelectual foi reconhecido internacionalmente, recebendo uma série de diplomas honoríficos, dentre os quais merecem destaque: membro do Instituto de Direito Social da Academia Brasileira de Ciências Sociais e Políticas, membro da Sociedade Geográfica Brasileira, membro da Association de Poetes de Langue Française, membro honorário vitalício, na qualidade de fellow da American International Academy, de Nova York; dignidade e honra da Estrela e Cruz de Academic Honor; membro de honra da Légion des Volsntaires du Sang, de Paris; sócio de honra da Associazione Internazionale Insigniti Ordini Cavallereschi, de Palermo, Itália.

## Obras publicadas
- Os filhos da cabana, 1923.
- Amar... e amar depois, 1923.
- O carnaval, 1925.
- Contra a corrente, 1931.
- Satanás, 1932.
- Para a Ordem Nova (política católica), 1933.
- Evocando o passado, 1940.
- Incenso da minha miséria, 1941.
- Ecos do Redentor, 1942.
- Brasileiros, às armas!, 1943.
- A lírica de Luís Gama, 1943.
- O esperador de bondes, 1944.
- As raízes históricas do Patrianovismo (história e pensamento político), 1946.
- Sentimentos da Fé e do Império (poesia), 1940.
- Orgânica Patrianovista (política e economia), 1951.
- O problema operário e a justiça social, 1953.
- De Nóbrega e outros patrícios, 1955.
- Maurras — defensor da realidade (opúsculo; pensamento político), 1956.
- História de um amor fingido, 1956.
- Compreensão de Farias Brito (filosofia), 1956.
- Filosofia política de Santo Tomás de Aquino, 1956.
- Apelo à mocidade, 1958.
- Sob o signo da fidelidade, 1959.
- Brasil, Província d'El-Rei (opúsculo; história), 1960
- Ideias que marcham no silêncio (pensamento político), 1962.

### Traduções
- O bálsamo das dores (Ângela Grassi), 1926.
- De floresta a Paris (Maria de Foz), 1933.
- Do governo dos príncipes ao Rei de Cipro seguido por Do governo dos judeus à Duquesa de Brabante (Santo Tomás de Aquino), 1937.
- O Crepúsculo da Civilização (Jacques Maritain), 1939.
- Santa Maria Madalena (Henri Dominique Lacordaire), 1948.
- As doutrinas políticas de Farias Brito (Francisco Elías de Tejada), 1952.
- Organização monárquica do Estado (Jacques Valdour), 1956.